# Южный Дарфур
Ю́жный Дарфу́р (араб. جنوب دارفور‎; транслит: Janūb Dārfūr, англ. South Darfur) — одна из 18 провинций (вилаятов) Судана.
- Территория 127 300 км².
- Население 4 093 594 человек (на 2008 год).

Административный центр — город Ньяла.
Провинция граничит на западе с Чадом и Центральноафриканской Республикой, на юге — с Южным Суданом. Последний оспаривает принадлежность район Кафия Кинги, где расположен биосферный резерват Радом. Данная территория входила в состав провинции Бахр-эль-Газаль до 1960 года.
В январе 2012 года из состава провинции Южный Дарфур была выделена новая провинция Восточный Дарфур (за счёт округов Аль-Деаин, Адаяла и частично Шеария и Ньяла). Ряд округов (Кас, Эдд-аль-Фурсан и Рехед-аль-Бирди) вошли в состав новой провинции Центральный Дарфур.

## Административное деление

Административное деление провинции до января 2012 года

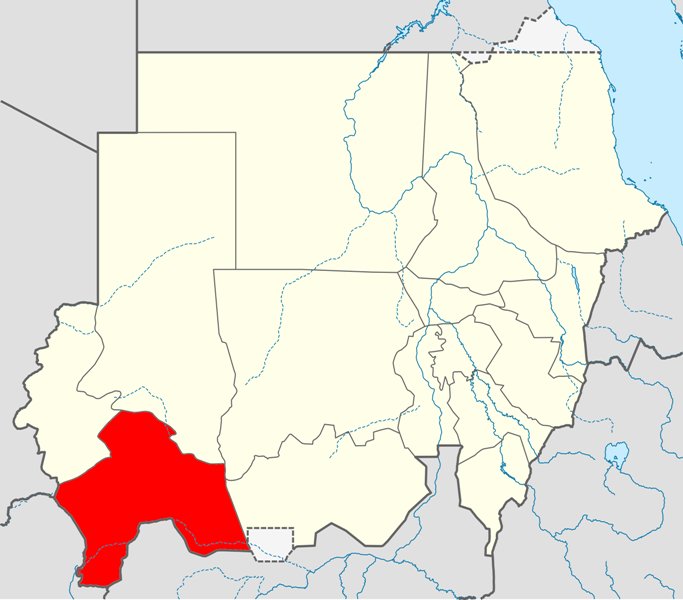
Южный Дарфур до января 2012 года

Провинция по состоянию до января 2012 года делилась на 9 округов (дистриктов):
1. Кас (Kas)
2. Эдд-аль-Фурсан (Edd al Fursan)
3. Ньяла (Nyala)
4. Шеария (Shearia)
5. Аль-Деаин (Al Deain)
6. Адаяла (Adayala)
7. Бурам (Buram)
8. Тулус (Tulus)
9. Рехед-аль-Бирди (Rehed al Birdi)